# 周希程
周希程（1507年—？），字道夫，號鳳山，浙江寧波府象山縣人，軍籍，明朝政治人物。

## 生平
嘉靖十三年（1534年）甲午科浙江鄉試第八十四名舉人，十四年（1535年）乙未科會試中副榜，曾任壽張縣儒學教諭，二十年（1541年）中式辛丑科會試第八十九名，三甲第三十八名進士。授番禺縣知縣。官至府同知。

## 著作
有《凤山诗集》。

## 家族
曾祖周孟初，府同知；祖父周尚賢，訓導；父周璋，州學正。母楊氏。永感下。